# Махарія
Махарія (груз. მახარია) — село в Грузії.
За даними перепису населення 2014 року в селі проживає 370 осіб.